# Clã Hoshina

Mon (brasão) do Clã Hoshina

O Clã Hoshina (保科氏, Hoshina-shi) foi um clã japonês que reclamou descendência do Imperador Seiwa, e é um ramo do Clã Minamoto. Eram famosos por terem sido vassalos do Clã Takeda no século XVI. No Período Edo, o clã produziu duas famílias de daimyo: uma no domínio de Aizu, e a outra no domínio de Iino. Os Aizu Hoshina descendiam de Hoshina Masayuki, um filho de Tokugawa Hidetada, adotado por Hoshina Masamitsu.
Matsudaira Katamori e Hoshina Masaari, duas figuras proeminentes do período Bakumatsu, eram membros do clã Hoshina.